# K League Best XI
K League Best XI (en inglés: Mejor once de la K League) es un reconocimiento que se hace a los mejores once jugadores en la K League en una temporada determinada.

## K League 1 Best XI (1983–presente)

### Ganadores
Los jugadores marcados en negrita ganaron el premio al Jugador Más Valioso en ese año respectivo.
| Año  | Portero                                 | Defensores | Mediocampistas | Delanteros |
| ---- | --------------------------------------- | --- | --- | --- |
| 1983 | Cho Byung-deuk (Hallelujah FC)          | Park Sung-hwa (Hallelujah FC) Kim Chul-soo (Pohang Steelworks) Chang Woe-ryong (Daewoo Royals) Lee Kang-jo (Yukong Elephants)                                  | Cho Kwang-rae (Daewoo Royals) Park Chang-sun (Hallelujah FC) | Park Yoon-ki (Yukong Elephants) Lee Kil-yong (Pohang Steelworks) Lee Chun-seok (Daewoo Royals) Kim Yong-se (Yukong Elephants) |
| 1984 | Oh Yun-kyo (Yukong Elephants)           | Chung Yong-hwan (Daewoo Royals) Park Kyung-hoon (Pohang Steelworks) Park Sung-hwa (Hallelujah FC) Chung Jong-soo (Yukong Elephants)                            | Park Chang-sun (Hallelujah FC) Huh Jung-moo (Hyundai Horang-i) Cho Young-jeung (Lucky-Goldstar Hwangso)                                                                                    | Choi Soon-ho (Pohang Steelworks) Lee Tae-ho (Daewoo Royals) Baek Jong-chul (Hyundai Horang-i)                                 |
| 1985 | Kim Hyun-tae (Lucky-Goldstar Hwangso)   | Chang Woe-ryong (Daewoo Royals) Han Moon-bae (Lucky-Goldstar Hwangso) Kim Chul-soo (POSCO Atoms) Choi Kang-hee (Hyundai Horang-i)                              | Park Sang-in (Hallelujah FC) Lee Heung-sil (POSCO Atoms) Park Hang-seo (Lucky-Goldstar Hwangso)                                                                                            | Kim Yong-se (Yukong Elephants) Piyapong Pue-on (Lucky-Goldstar Hwangso) Kang Deuk-soo (Lucky-Goldstar Hwangso)                |
| 1986 | Kim Hyun-tae (Lucky-Goldstar Hwangso)   | Kim Pyung-seok (Hyundai Horang-i) Cho Young-jeung (Lucky-Goldstar Hwangso) Park No-bong (Daewoo Royals) Choi Kang-hee (Hyundai Horang-i)                       | Cho Min-kook (Lucky-Goldstar Hwangso) Lee Heung-sil (POSCO Atoms) Yoon Sung-hyo (Hanil Bank)                                                                                               | Kim Yong-se (Yukong Elephants) Chung Hae-won (Daewoo Royals) Ham Hyun-gi (Hyundai Horang-i)                                   |
| 1987 | Kim Poong-joo (Daewoo Royals)           | Gu Sang-bum (Lucky-Goldstar Hwangso) Choi Gi-bong (Yukong Elephants) Chung Yong-hwan (Daewoo Royals) Park Kyung-hoon (POSCO Atoms)                             | Kim Sam-soo (Hyundai Horang-i) Noh Soo-jin (Yukong Elephants) Lee Heung-sil (POSCO Atoms)                                                                                                  | Choi Sang-kook (POSCO Atoms) Chung Hae-won (Daewoo Royals) Kim Joo-sung (Daewoo Royals)                                       |
| 1988 | Oh Yun-kyo (Hyundai Horang-i)           | Choi Kang-hee (Hyundai Horang-i) Choi Tae-jin (Daewoo Royals) Son Hyung-sun (Daewoo Royals) Kang Tae-sik (POSCO Atoms)                                         | Choi Jin-han (Lucky-Goldstar Hwangso) Kim Sang-ho (POSCO Atoms) Hwangbo Kwan (Yukong Elephants)                                                                                            | Lee Kee-keun (POSCO Atoms) Ham Hyun-gi (Hyundai Horang-i) Shin Dong-chul (Yukong Elephants)                                   |
| 1989 | Cha Sang-kwang (Lucky-Goldstar Hwangso) | Lim Jong-heon (Ilhwa Chunma) Cho Yoon-hwan (Yukong Elephants) Choi Yun-kyum (Yukong Elephants) Lee Young-ik (Lucky-Goldstar Hwangso)                           | Lee Heung-sil (POSCO Atoms) Cho Duck-je (Daewoo Royals) Kang Jae-soon (Hyundai Horang-i)                                                                                                   | Yoon Sang-chul (Lucky-Goldstar Hwangso) Cho Keung-yeon (POSCO Atoms) Noh Soo-jin (Yukong Elephants)                           |
| 1990 | Yoo Dae-soon (Yukong Elephants)         | Lim Jong-heon (Ilhwa Chunma) Choi Young-jun (Lucky-Goldstar Hwangso) Choi Tae-jin (Lucky-Goldstar Hwangso) Lee Jae-hee (Daewoo Royals)                         | Choi Jin-han (Lucky-Goldstar Hwangso) Lee Heung-sil (POSCO Atoms) Choi Dae-shik (Lucky-Goldstar Hwangso)                                                                                   | Yoon Sang-chul (Lucky-Goldstar Hwangso) Lee Tae-ho (Daewoo Royals) Song Ju-seok (Hyundai Horang-i)                            |
| 1991 | Kim Poong-joo (Daewoo Royals)           | Chung Yong-hwan (Daewoo Royals) Park Hyun-yong (Daewoo Royals) Tadeusz Świątek (Yukong Elephants)                                                              | Kim Hyun-seok (Hyundai Horang-i) Lee Young-jin (LG Cheetahs) Kim Joo-sung (Daewoo Royals) Choi Kang-hee (Hyundai Horang-i) Lee Sang-yoon (Ilhwa Chunma)                                    | Lee Kee-keun (POSCO Atoms) Ko Jeong-woon (Ilhwa Chunma)                                                                       |
| 1992 | Valeri Sarychev (Ilhwa Chunma)          | Hong Myung-bo (POSCO Atoms) Lee Jong-hwa (Ilhwa Chunma) Park Jung-bae (LG Cheetahs)                                                                            | Shin Hong-gi (Hyundai Horang-i) Kim Hyun-Seok (Hyundai Horang-i) Shin Tae-yong (Ilhwa Chunma) Park Tae-ha (POSCO Atoms) Shin Dong-chul (Yukong Elephants)                                  | Park Chang-hyun (POSCO Atoms) Lim Keun-jae (LG Cheetahs)                                                                      |
| 1993 | Valeri Sarychev (Ilhwa Chunma)          | Choi Young-il (Hyundai Horang-i) Lee Jong-hwa (Ilhwa Chunma) Yoo Dong-kwan (POSCO Atoms)                                                                       | Kim Pan-keun (Daewoo Royals) Shin Tae-yong (Ilhwa Chunma) Kim Dong-hae (LG Cheetahs) Lee Sang-yoon (Ilhwa Chunma) Kim Bong-gil (Yukong Elephants)                                          | Cha Sang-hae (POSCO Atoms) Yoon Sang-chul (LG Cheetahs)                                                                       |
| 1994 | Valeri Sarychev (Ilhwa Chunma)          | An Ik-soo (Ilhwa Chunma) Yoo Sang-chul (Hyundai Horang-i) Hong Myung-bo (POSCO Atoms) Huh Ki-tae (Yukong Elephants)                                            | Hwangbo Kwan (Yukong Elephants) Shin Tae-yong (Ilhwa Chunma) Ko Jeong-woon (Ilhwa Chunma)                                                                                                  | Yoon Sang-chul (LG Cheetahs) Rade Bogdanović (POSCO Atoms) Kim Kyung-rae (Chonbuk Buffalo)                                    |
| 1995 | Valeri Sarychev (Ilhwa Chunma)          | Choi Young-il (Hyundai Horang-i) Hong Myung-bo (Pohang Atoms) Huh Ki-tae (Yukong Elephants)                                                                    | Ko Jeong-woon (Ilhwa Chunma) Kim Hyun-seok (Hyundai Horang-i) Shin Tae-yong (Ilhwa Chunma) Amir Teljigović (Daewoo Royals) Kim Pan-keun (LG Cheetahs)                                      | Hwang Sun-hong (Pohang Atoms) Roh Sang-rae (Jeonnam Dragons)                                                                  |
| 1996 | Kim Byung-ji (Ulsan Hyundai Horang-i)   | Yoon Sung-hyo (Suwon Samsung Bluewings) Kim Joo-sung (Busan Daewoo Royals) Huh Ki-tae (Bucheon SK)                                                             | Shin Tae-yong (Cheonan Ilhwa Chunma) Pavel Badea (Suwon Samsung Bluewings) Hong Myung-bo (Pohang Atoms) Ha Seok-ju (Busan Daewoo Royals) Kim Hyun-seok (Ulsan Hyundai Horang-i)            | Rade Bogdanović (Pohang Atoms) Sergey Burdin (Bucheon SK)                                                                     |
| 1997 | Shin Bum-chul (Busan Daewoo Royals)     | Kim Joo-sung (Busan Daewoo Royals) Maciel (Jeonnam Dragons) An Ik-soo (Pohang Steelers)                                                                        | Kim Hyun-seok (Ulsan Hyundai Horang-i) Shin Jin-won (Daejeon Citizen) Kim In-wan (Jeonnam Dragons) Lee Jin-haeng (Suwon Samsung Bluewings) Jung Jae-kwon (Busan Daewoo Royals)             | Radivoje Manić (Busan Daewoo Royals) Serhiy Skachenko (Jeonnam Dragons)                                                       |
| 1998 | Kim Byung-ji (Ulsan Hyundai Horang-i)   | An Ik-soo (Pohang Steelers) Maciel (Jeonnam Dragons) Lee Lim-saeng (Bucheon SK)                                                                                | Ko Jong-soo (Suwon Samsung Bluewings) Yoo Sang-chul (Ulsan Hyundai Horang-i) Baek Seung-chul (Pohang Steelers) Ahn Jung-hwan (Busan Daewoo Royals) Jung Jeong-soo (Ulsan Hyundai Horang-i) | Kim Hyun-seok (Ulsan Hyundai Horang-i) Saša Drakulić (Suwon Samsung Bluewings)                                                |
| 1999 | Lee Woon-jae (Suwon Samsung Bluewings)  | Kang Chul (Bucheon SK) Kim Joo-sung (Busan Daewoo Royals) Maciel (Jeonnam Dragons) Shin Hong-gi (Suwon Samsung Bluewings)                                      | Seo Jung-won (Suwon Samsung Bluewings) Ko Jong-soo (Suwon Samsung Bluewings) Denis Laktionov (Suwon Samsung Bluewings) Ko Jeong-woon (Pohang Steelers)                                     | Ahn Jung-hwan (Busan Daewoo Royals) Saša Drakulić (Suwon Samsung Bluewings)                                                   |
| 2000 | Shin Eui-son (Anyang LG Cheetahs)       | Kang Chul (Bucheon SK) Lee Lim-saeng (Bucheon SK) Kim Hyun-soo (Seongnam Ilhwa Chunma) Maciel (Jeonnam Dragons)                                                | André (Anyang LG Cheetahs) Shin Tae-yong (Seongnam Ilhwa Chunma) Jeon Kyung-jun (Bucheon SK) Denis Laktionov (Suwon Samsung Bluewings)                                                     | Choi Yong-soo (Anyang LG Cheetahs) Kim Do-hoon (Jeonbuk Hyundai Motors)                                                       |
| 2001 | Shin Eui-son (Anyang LG Cheetahs)       | Zoran Urumov (Busan I'Cons) Kim Hyun-soo (Seongnam Ilhwa Chunma) Kim Yong-hee (Seongnam Ilhwa Chunma) Lee Young-pyo (Anyang LG Cheetahs)                       | Shin Tae-yong (Seongnam Ilhwa Chunma) Seo Jung-won (Suwon Samsung Bluewings) Song Chong-gug (Busan I'Cons) Nam Ki-il (Bucheon SK)                                                          | Woo Sung-yong (Busan I'Cons) Sandro Cardoso (Suwon Samsung Bluewings)                                                         |
| 2002 | Lee Woon-jae (Suwon Samsung Bluewings)  | Kim Hyun-soo (Seongnam Ilhwa Chunma) Kim Tae-young (Jeonnam Dragons) Choi Jin-cheul (Jeonbuk Hyundai Motors) Hong Myung-bo (Pohang Steelers)                   | Shin Tae-yong (Seongnam Ilhwa Chunma) Lee Chun-soo (Ulsan Hyundai Horang-i) André (Anyang LG Cheetahs) Seo Jung-won (Suwon Samsung Bluewings)                                              | Kim Dae-eui (Seongnam Ilhwa Chunma) Yoo Sang-chul (Ulsan Hyundai Horang-i)                                                    |
| 2003 | Seo Dong-myung (Ulsan Hyundai Horang-i) | Choi Jin-cheul (Jeonbuk Hyundai Motors) Kim Tae-young (Jeonnam Dragons) Kim Hyun-soo (Seongnam Ilhwa Chunma) Rogério Pinheiro (Pohang Steelers)                | Shin Tae-yong (Seongnam Ilhwa Chunma) Lee Seong-nam (Seongnam Ilhwa Chunma) Lee Kwan-woo (Daejeon Citizen) Kim Nam-il (Jeonnam Dragons)                                                    | Kim Do-hoon (Seongnam Ilhwa Chunma) Magno Alves (Jeonbuk Hyundai Motors)                                                      |
| 2004 | Lee Woon-jae (Suwon Samsung Bluewings)  | Rogério Pinheiro (Pohang Steelers) Yoo Kyoung-youl (Ulsan Hyundai Horang-i) Javier Martín Musa (Suwon Samsung Bluewings) Kwak Hee-ju (Suwon Samsung Bluewings) | Kim Dong-jin (FC Seoul) Tavares (Pohang Steelers) Kim Do-heon (Suwon Samsung Bluewings) Kim Dae-eui (Suwon Samsung Bluewings)                                                              | Nádson (Suwon Samsung Bluewings) Mota (Jeonnam Dragons)                                                                       |
| 2005 | Kim Byung-ji (Pohang Steelers)          | Lim Joong-yong (Incheon United) Yoo Kyoung-youl (Ulsan Hyundai Horang-i) Cho Yong-hyung (Bucheon SK) Kim Young-chul (Seongnam Ilhwa Chunma)                    | Lee Chun-soo (Ulsan Hyundai Horang-i) Lee Ho (Ulsan Hyundai Horang-i) Kim Do-heon (Seongnam Ilhwa Chunma) Cho Won-hee (Suwon Samsung Bluewings)                                            | Park Chu-young (FC Seoul) Leandro Machado (Ulsan Hyundai Horang-i)                                                            |
| 2006 | Park Ho-jin (Suwon Samsung Bluewings)   | Jang Hak-young (Seongnam Ilhwa Chunma) Mato Neretljak (Suwon Samsung Bluewings) Choi Jin-cheul (Jeonbuk Hyundai Motors) Kim Young-chul (Seongnam Ilhwa Chunma) | Kim Do-heon (Seongnam Ilhwa Chunma) Lee Kwan-woo (Suwon Samsung Bluewings) Baek Ji-hoon (Suwon Samsung Bluewings) Popó (Busan IPark)                                                       | Woo Sung-yong (Seongnam Ilhwa Chunma) Kim Eun-jung (FC Seoul)                                                                 |
| 2007 | Kim Byung-ji (FC Seoul)                 | Adilson (FC Seoul) Mato Neretljak (Suwon Samsung Bluewings) Hwang Jae-won (Pohang Steelers) Jang Hak-young (Seongnam Ilhwa Chunma)                             | Tavares (Pohang Steelers) Lee Kwan-woo (Suwon Samsung Bluewings) Kim Gi-dong (Pohang Steelers) Kim Do-heon (Seongnam Ilhwa Chunma)                                                         | Lee Keun-ho (Daegu FC) Cabore (Gyeongnam FC)                                                                                  |
| 2008 | Lee Woon-jae (Suwon Samsung Bluewings)  | Adilson (FC Seoul) Mato Neretljak (Suwon Samsung Bluewings) Park Dong-hyuk (Ulsan Hyundai) Choi Hyo-jin (Pohang Steelers)                                      | Kim Hyeung-bum (Jeonbuk Hyundai Motors) Cho Won-hee (Suwon Samsung Bluewings) Ki Sung-yueng (FC Seoul) Lee Chung-yong (FC Seoul)                                                           | Lee Keun-ho (Daegu FC) Edu (Suwon Samsung Bluewings)                                                                          |
| 2009 | Shin Hwa-yong (Pohang Steelers)         | Kim Sang-sik (Jeonbuk Hyundai Motors) Kim Hyung-il (Pohang Steelers) Hwang Jae-won (Pohang Steelers) Choi Hyo-jin (Pohang Steelers)                            | Choi Tae-uk (Jeonbuk Hyundai Motors) Ki Sung-yueng (FC Seoul) Kim Jung-woo (Seongnam Ilhwa Chunma) Eninho (Jeonbuk Hyundai Motors)                                                         | Lee Dong-gook (Jeonbuk Hyundai Motors) Denilson (Pohang Steelers)                                                             |
| 2010 | Kim Yong-dae (FC Seoul)                 | Adilson (FC Seoul) Hong Jeong-ho (Jeju United) Sasa Ognenovski (Seongnam Ilhwa Chunma) Choi Hyo-jin (FC Seoul)                                                 | Mauricio Molina (Seongnam Ilhwa Chunma) Yoon Bit-garam (Gyeongnam FC) Koo Ja-cheol (Jeju United) Eninho (Jeonbuk Hyundai Motors)                                                           | Kim Eun-jung (Jeju United) Dejan Damjanović (FC Seoul)                                                                        |
| 2011 | Kim Young-kwang (Ulsan Hyundai)         | Park Won-jae (Jeonbuk Hyundai Motors) Kwak Tae-hwi (Ulsan Hyundai) Cho Sung-hwan (Jeonbuk Hyundai Motors) Choi Chul-soon (Jeonbuk Hyundai Motors)              | Yeom Ki-hun (Suwon Samsung Bluewings) Yoon Bit-garam (Gyeongnam FC) Ha Dae-sung (FC Seoul) Eninho (Jeonbuk Hyundai Motors)                                                                 | Lee Dong-gook (Jeonbuk Hyundai Motors) Dejan Damjanović (FC Seoul)                                                            |
| 2012 | Kim Yong-dae (FC Seoul)                 | Adilson (FC Seoul) Jung In-whan (Incheon United) Kwak Tae-hwi (Ulsan Hyundai) Kim Chang-soo (Busan IPark)                                                      | Mauricio Molina (FC Seoul) Ha Dae-sung (FC Seoul) Hwang Jin-sung (Pohang Steelers) Lee Keun-Ho (Ulsan Hyundai)                                                                             | Lee Dong-gook (Jeonbuk Hyundai Motors) Dejan Damjanović (FC Seoul)                                                            |
| 2013 | Kim Seung-gyu (Ulsan Hyundai)           | Adilson (FC Seoul) Kim Chi-gon (Ulsan Hyundai) Kim Won-il (Pohang Steelers) Lee Yong (Ulsan Hyundai)                                                           | Ko Moo-yeol (Pohang Steelers) Lee Myung-joo (Pohang Steelers) Ha Dae-sung (FC Seoul) Leonardo (Jeonbuk Hyundai Motors)                                                                     | Kim Shin-wook (Ulsan Hyundai) Dejan Damjanović (FC Seoul)                                                                     |
| 2014 | Kwoun Sun-tae (Jeonbuk Hyundai Motors)  | Hong Chul (Suwon Samsung Bluewings) Kim Ju-young (FC Seoul) Alex Wilkinson (Jeonbuk Hyundai Motors) Cha Du-ri (FC Seoul)                                       | Lim Sang-hyub (Busan IPark) Koh Myong-jin (FC Seoul) Lee Seung-gi (Jeonbuk Hyundai Motors) Han Kyo-won (Jeonbuk Hyundai Motors)                                                            | Lee Dong-gook (Jeonbuk Hyundai Motors) Santos Júnior (Suwon Samsung Bluewings)                                                |
| 2015 | Kwoun Sun-tae (Jeonbuk Hyundai Motors)  | Hong Chul (Suwon Samsung Bluewings) Matej Jonjić (Incheon United) Kim Kee-hee (Jeonbuk Hyundai Motors) Cha Du-ri (FC Seoul)                                    | Yeom Ki-hun (Suwon Samsung Bluewings) Lee Jae-sung (Jeonbuk Hyundai Motors) Kwon Chang-hoon (Suwon Samsung Bluewings) Song Jin-hyung (Jeju United)                                         | Lee Dong-gook (Jeonbuk Hyundai Motors) Adriano (FC Seoul)                                                                     |
| 2016 | Kwoun Sun-tae (Jeonbuk Hyundai Motors)  | Chung Woon (Jeju United) Osmar (FC Seoul) Matej Jonjić (Incheon United) Ko Kwang-min (FC Seoul)                                                                | Leonardo (Jeonbuk Hyundai Motors) Lee Jae-sung (Jeonbuk Hyundai Motors) Kwon Chang-hoon (Suwon Samsung Bluewings) Ricardo Lopes (Jeonbuk Hyundai Motors)                                   | Jung Jo-gook (Gwangju) Adriano (FC Seoul)                                                                                     |
| 2017 | Jo Hyeon-woo (Daegu FC)                 | Kim Jin-su (Jeonbuk Hyundai Motors) Kim Min-jae (Jeonbuk Hyundai Motors) Oh Ban-suk (Jeju United) Choi Chul-soon (Jeonbuk Hyundai Motors)                      | Yeom Ki-hun (Suwon Samsung Bluewings) Lee Jae-sung (Jeonbuk Hyundai Motors) Lee Chang-min (Jeju United) Lee Seung-gi (Jeonbuk Hyundai Motors)                                              | Johnathan (Suwon Samsung Bluewings) Lee Keun-ho (Gangwon FC)                                                                  |
| 2018 | Jo Hyeon-woo (Daegu FC)                 | Hong Chul (Suwon Samsung Bluewings) Kim Min-jae (Jeonbuk Hyundai Motors) Richard Windbichler (Ulsan Hyundai) Lee Yong (Jeonbuk Hyundai Motors)                 | Negueba (Gyeongnam FC) Choi Young-jun (Gyeongnam FC) Elías Aguilar (Incheon United) Ricardo Lopes (Jeonbuk Hyundai Motors)                                                                 | Marcão (Gyeongnam FC) Júnior Negrão (Ulsan Hyundai)                                                                           |
| 2019 | Jo Hyeon-woo (Daegu FC)                 | Hong Chul (Suwon Samsung Bluewings) Hong Jeong-ho (Jeonbuk Hyundai Motors) Lee Yong (Jeonbuk Hyundai Motors) Kim Tae-hwan (Ulsan Hyundai)                      | Moon Seon-min (Jeonbuk Hyundai Motors) Kim Bo-kyung (Ulsan Hyundai) Cesinha (Daegu FC) Wanderson (Pohang Steelers)                                                                         | Adam Taggart (Suwon Samsung Bluewings) Júnior Negrão (Ulsan Hyundai)                                                          |
| 2020 | Jo Hyeon-woo (Ulsan Hyundai)            | Kang Sang-woo (Pohang Steelers) Kwon Kyung-won (Sangju Sangmu) Hong Jeong-ho (Jeonbuk Hyundai Motors) Kim Tae-hwan (Ulsan Hyundai)                             | Han Kyo-won (Jeonbuk Hyundai Motors) Son Jun-ho (Jeonbuk Hyundai Motors) Cesinha (Daegu FC) Aleksandar Paločević (Pohang Steelers)                                                         | Júnior Negrão (Ulsan Hyundai) Stanislav Iljutcenko (Pohang Steelers)                                                          |

### Apariciones por jugador
| N.º | Jugador                        | Años                                                 | Clubes                                                              |
| --- | ------------------------------ | ---------------------------------------------------- | ------------------------------------------------------------------- |
| 9   | Shin Tae-yong                  | 1992, 1993, 1994, 1995, 1996, 2000, 2001, 2002, 2003 | Ilhwa Chunma (4) Cheonan Ilhwa Chunma (1) Seongnam Ilhwa Chunma (4) |
| 6   | Kim Hyun-seok                  | 1991, 1992, 1995, 1996, 1997, 1998                   | Hyundai Horang-i (3) Ulsan Hyundai Horang-i (3)                     |
| 6   | Shin Eui-son (Valeri Sarychev) | 1992, 1993, 1994, 1995, 2000, 2001                   | Ilhwa Chunma (4) Anyang LG Cheetahs (2)                             |
| 5   | Lee Heung-sil                  | 1983, 1986, 1987, 1989, 1990                         | POSCO Atoms (5)                                                     |
| 5   | Kim Joo-sung                   | 1987, 1991, 1996, 1997, 1999                         | Daewoo Royals (2) Busan Daewoo Royals (3)                           |
| 5   | Hong Myung-bo                  | 1992, 1994, 1995, 1996, 2002                         | POSCO Atoms (2) Pohang Atoms (2) Pohang Steelers (1)                |
| 5   | Adilson                        | 2007, 2008, 2010, 2012, 2013                         | FC Seoul (5)                                                        |
| 5   | Lee Dong-gook                  | 2009, 2011, 2013, 2014, 2015                         | Jeonbuk Hyundai Motors (5)                                          |
| 4   | Choi Kang-hee                  | 1985, 1986, 1988, 1991                               | Hyundai Horang-i (4)                                                |
| 4   | Yoon Sang-chul                 | 1989, 1990, 1993, 1994                               | Lucky-Goldstar Hwangso (2) LG Cheetahs (2)                          |
| 4   | Ko Jeong-woon                  | 1991, 1994, 1995, 1999                               | Ilhwa Chunma (3) Pohang Steelers (1)                                |
| 4   | Kim Hyun-soo                   | 2000, 2001, 2002, 2003                               | Seongnam Ilhwa Chunma (4)                                           |
| 4   | Kim Byung-ji                   | 1996, 1998, 2005, 2007                               | Ulsan Hyundai Horang-i (2) Pohang Steelers (1) FC Seoul (1)         |
| 4   | Kim Do-heon                    | 2004, 2005, 2006, 2007                               | Seongnam Ilhwa Chunma (3) Suwon Samsung Bluewings (1)               |
| 4   | Lee Woon-jae                   | 1999, 2002, 2004, 2008                               | Suwon Samsung Bluewings (4)                                         |
| 4   | Dejan Damjanović               | 2010, 2011, 2012, 2013                               | FC Seoul (4)                                                        |
| 4   | Lee Keun-ho                    | 2007, 2008, 2012, 2017                               | Daegu FC (2) Ulsan Hyundai (1) Gangwon FC (1)                       |
| 4   | Hong Chul                      | 2014, 2015, 2018, 2019                               | Suwon Samsung Bluewings (4)                                         |
| 4   | Jo Hyeon-woo                   | 2017, 2018, 2019, 2020                               | Daegu FC (3) Ulsan Hyundai (1)                                      |

### Apariciones por nacionalidad
| País             | N.º |
| ---------------- | --- |
| Corea del Sur    | 337 |
| Brasil           | 43  |
| RF de Yugoslavia | 6   |
| Croacia          | 5   |
| Tayikistán       | 4   |
| Montenegro       | 4   |
| Rusia            | 4   |
| Australia        | 3   |
| Colombia         | 2   |
| 10 países        | 1   |
| Total            | 418 |

## K League 2 Best XI (2013–presente)
Los jugadores marcados en negrita ganaron el premio al Jugador Más Valioso en ese año respectivo.
| Año  | Portero                        | Defensores | Mediocampistas | Delanteros                                                 |
| ---- | ------------------------------ | --- | --- | ---------------------------------------------------------- |
| 2013 | Kim Ho-jun (Sangju Sangmu)     | Choi Chul-soon (Sangju Sangmu) Kim Hyung-il (Sangju Sangmu) Lee Jae-seong (Sangju Sangmu) Oh Beom-seok (Police FC)  | Yeom Ki-hun (Police FC) Lee Ho (Sangju Sangmu) Choi Jin-soo (FC Anyang) Kim Young-hoo (Police FC)                    | Lee Keun-ho (Sangju Sangmu) Alex Maiolino (Goyang Hi FC)   |
| 2014 | Park Ju-won (Daejeon Citizen)  | Lee Jae-kwon (Ansan Police) Heo Jae-won (Daegu FC) Yoon Won-il (Daejeon Citizen) Rim Chang-woo (Daejeon Citizen)    | Kim Ho-nam (Gwangju FC) Lee Yong-rae (Ansan Police) Choi Jin-soo (FC Anyang) Choi Jin-ho (Gangwon FC)                | Adriano (Daejeon Citizen) Alex Maiolino (Gangwon FC)       |
| 2015 | Jo Hyeon-woo (Daegu FC)        | Park Jin-po (Sangju Sangmu) Shin Hyung-min (Ansan Police) Kang Min-soo (Sangju Sangmu) Lee Yong (Sangju Sangmu)     | Ko Kyung-min (FC Anyang) Lee Seung-gi (Sangju Sangmu) Cho Won-hee (Seoul E-Land) Kim Jae-sung (Seoul E-Land)         | Johnathan (Daegu FC) Joo Min-kyu (Seoul E-Land)            |
| 2016 | Jo Hyeon-woo (Daegu FC)        | Jeong Woo-jae (Daegu FC) Hwang Jae-won (Daegu FC) Lee Han-saem (Gangwon FC) Jung Seung-yong (Gangwon FC)            | Waguininho (Bucheon FC 1995) Lee Hyun-seung (Ansan Mugunghwa) Hwang In-beom (Daejeon Citizen) Cesinha (Daegu FC)     | Kim Dong-chan (Daejeon Citizen) Willian Popp (Busan IPark) |
| 2017 | Lee Bum-soo (Gyeongnam FC)     | Choi Jae-soo (Gyeongnam FC) Park Ji-soo (Gyeongnam FC) Ivan Herceg (Gyeongnam FC) Woo Joo-sung (Gyeongnam FC)       | Jung Won-jin (Gyeongnam FC) Hwang In-beom (Daejeon Citizen) Moon Ki-han (Bucheon FC 1995) Bae Ki-jong (Gyeongnam FC) | Marcão (Gyeongnam FC) Lee Jeong-hyeop (Busan IPark)        |
| 2018 | Kim Young-kwang (Seoul E-Land) | Seo Bo-min (Seongnam FC) Yun Young-sun (Seongnam FC) Lee Han-saem (Asan Mugunghwa) Kim Moon-hwan (Busan IPark)      | Rômulo (Busan IPark) Hwang In-beom (Daejeon Citizen) Lee Myung-joo (Asan Mugunghwa) Ahn Hyeon-beom (Asan Mugunghwa)  | Na Sang-ho (Gwangju FC) Aurelian Chițu (Daejeon Citizen)   |
| 2019 | Yoon Pyeong-gook (Gwangju FC)  | Lee Euddeum (Gwangju FC) Nilson Júnior (Bucheon FC 1995) Rustam Ashurmatov (Gwangju FC) Kim Moon-hwan (Busan IPark) | Kim Sang-won (FC Anyang) Alex Lima (FC Anyang) Lee Dong-jun (Busan IPark) Rômulo (Busan IPark)                       | Cho Gue-sung (FC Anyang) Chisom Egbuchulam (Suwon FC)      |
| 2020 | Oh Seung-hoon (Jeju United)    | Jeong Woo-jae (Jeju United) Chung Woon (Jeju United) Cho Yu-min (Suwon FC) Ahn Hyeon-beom (Jeju United)             | Gong Min-hyun (Jeju United) Lee Chang-min (Jeju United) Kim Young-uk (Jeju United) Baek Sung-dong (Gyeongnam FC)     | An Byong-jun (Suwon FC) Leandro (Seoul E-Land)             |

## K League 30th Anniversary Legends Best XI (2013)
Fuente:
| Portero                        | Defensores                                                | Mediocampistas                                        | Delanteros                  |
| ------------------------------ | --------------------------------------------------------- | ----------------------------------------------------- | --------------------------- |
| Shin Eui-son (Valeri Sarychev) | Choi Kang-hee Kim Tae-young Hong Myung-bo Park Kyung-hoon | Kim Joo-sung Shin Tae-yong Yoo Sang-chul Seo Jung-won | Hwang Sun-hong Choi Soon-ho |